# Franco González (calciatore 2004)
Franco González Fernández (Montevideo, 22 giugno 2004) è un calciatore uruguaiano, centrocampista del Peñarol.

## Biografia
È fratello di Brian González, a sua volta calciatore professionista.

## Carriera

### Club
Cresciuto nel settore giovanile del Danubio, ha esordito in prima squadra il 2 aprile 2022, nella partita di campionato pareggiata per 0-0 contro il Montevideo Wanderers.

### Nazionale
Nel gennaio del 2023, viene incluso da Marcelo Broli nella rosa della nazionale Under-20 uruguaiana partecipante al campionato sudamericano di categoria in Colombia., arrivando in finale e perdendo contro il Brasile.
L'8 maggio 2023 viene convocato per il Mondiale di categoria in Argentina, manifestazione in cui va in gol in due occasioni.

## Statistiche

### Presenze e reti nei club
Statistiche aggiornate al 5 aprile 2025.
| Stagione        | Squadra         | Campionato      | Campionato | Campionato | Coppe nazionali | Coppe nazionali | Coppe nazionali | Coppe continentali | Coppe continentali | Coppe continentali | Altre coppe | Altre coppe | Altre coppe | Totale | Totale |
| Stagione        | Squadra         | Comp            | Pres       | Reti       | Comp            | Pres            | Reti            | Comp               | Pres               | Reti               | Comp        | Pres        | Reti        | Pres   | Reti   |
| --------------- | --------------- | --------------- | ---------- | ---------- | --------------- | --------------- | --------------- | ------------------ | ------------------ | ------------------ | ----------- | ----------- | ----------- | ------ | ------ |
| 2022            | Danubio         | PD              | 16         | 0          | CU              | 0               | 0               | -                  | -                  | -                  | -           | -           | -           | 16     | 0      |
| 2023            | Danubio         | PD              | 14         | 1          | CU              | 0               | 0               | CS                 | 4                  | 0                  | -           | -           | -           | 18     | 1      |
| Totale Danubio  | Totale Danubio  | Totale Danubio  | 30         | 1          |                 | 0               | 0               |                    | 4                  | 0                  |             | -           | -           | 34     | 1      |
| 2023            | Peñarol         | PD              | 12+2       | 3          | CU              | 2               | 0               | -                  | -                  | -                  | -           | -           | -           | 16     | 3      |
| 2024            | Peñarol         | PD              | 12         | 2          | CU              | 0               | 0               | CL                 | 2                  | 0                  | -           | -           | -           | 14     | 2      |
| 2024-gen. 2025  | Yverdon         | SL              | 7          | 0          | CS              | 2               | 0               | -                  | -                  | -                  | -           | -           | -           | 9      | 0      |
| 2025            | Peñarol         | PD              | 1          | 0          | CU              | 0               | 0               | CL                 | 0                  | 0                  | SU          | -           | -           | 1      | 0      |
| Totale Peñarol  | Totale Peñarol  | Totale Peñarol  | 25+2       | 5          |                 | 2               | 0               |                    | 2                  | 0                  |             | -           | -           | 31     | 5      |
| Totale carriera | Totale carriera | Totale carriera | 64         | 6          |                 | 4               | 0               |                    | 6                  | 0                  |             | -           | -           | 74     | 6      |